# Distretto di Echi
Il distretto di Echi (愛知郡, Echi-gun?) è uno dei distretti della prefettura di Shiga, in Giappone.
Attualmente fa parte del distretto solo il comune di Aishō.